# Шант, Левон
Левон Шант (арм. Լեւոն Շանթ, настоящее имя Левон Нахашбедян-Сехпосян; 16 апреля 1869, Константинополь, Османская империя — 19 ноября 1951, Бейрут, Ливан) — армянский писатель, педагог и политический деятель.

## Биография
Окончил духовное училище в Ускюдаре, учился в Эчмиадзинской духовной академии и армянской средней школе «Гетронаган». В 1892—1899 годах учился в университетах Лейпцига, Йены, Мюнхена, после чего вернулся в Армению, с 1899 года преподавал в епархиальной школе Еревана, затем преподавал в епархиальной школе Тифлиса. Вместе с О. Туманяном и С. Лисицианом издал учебник армянского языка под названием «Лусабер» (Светоч).
В 1915 году находился в Константинополе и был в числе тех интеллектуалов, которых арестовало османское правительство. Был освобождён, жил в Европе, в 1919 году вернулся в Армению. Был избран депутатом парламента Первой Республики Армении от партии Дашнакцутюн, был вице-президентом парламента.
В 1921 году эмигрировал, жил в Европе, Азии, Северной Америке; с 1929 — в Бейруте (Ливан), где был директором армянского лицея.

## Творчество

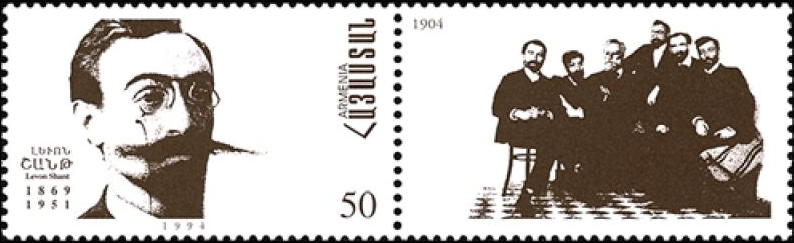
Почтовая марка Армении, 1994 год

Печатался с 1891 года. Главный герой ранних произведений — поэмы «Девушка с гор» (1893), повести «Чужие» (1896), драм «Эгоист» (1901), «На дороге» (1904) — личность, стремящаяся найти свободу в мире иллюзий. Более поздние годы отмечены поисками тем большего исторического звучания. После поражения Революции 1905−1907 пишет драму «Старые боги» (1909), во время 1-й мировой войны 1914−1918 — драму «Император» (1916).
Писал на темы далёкого прошлого армянского народа: трагедия «Ошинпайл» (1932), роман «Жаждущие души» (1941). Шант и его герой всё больше отходят от общественных интересов; в произведениях писателя преобладает символистское восприятие действительности. В 1925 вышел политико-философский трактат «Наша независимость», в котором Шант анализирует историю Армении и делает прогнозы насчёт её будущего.

## Память
- В 1994 году была выпущена почтовая марка Армении, посвященная Шанту.